# Фланкур-Крессі-ан-Румуа
Фланкур-Крессі-ан-Румуа (фр. Flancourt-Crescy-en-Roumois) — муніципалітет у Франції, у регіоні Верхня Нормандія, департамент Ер. Фланкур-Крессі-ан-Румуа утворено 1 січня 2016 року шляхом злиття муніципалітетів Боск-Бенар-Крессі, Епревіль-ан-Румуа i Фланкур-Катлон. Адміністративним центром муніципалітету є Боск-Бенар-Крессі. Населення — 1569 осіб (01.01.2021).